# サルラ＝ラ＝カネダ
サルラ＝ラ＝カネダ （フランス語:Sarlat-la-Canéda、オック語:Sarlat e La Canedat）は、フランス、ヌーヴェル＝アキテーヌ地域圏、ドルドーニュ県のコミューン。

## 歴史
サルラは、カロリング朝時代発祥のベネディクト会派修道院の周りで発展した中世都市である。領主としての修道院は13世紀に頂点に達した。
サルラはローマの教皇庁に直接支配されていた。1318年、教皇ヨハネス22世によって修道院の教会は司教座聖堂とされた。14世紀からフランス革命まで、サルラの町を支配したのは司教と行政官（fr、コンシュラ）であった。司教座都市となったサルラは、百年戦争の間重要な役割を担った。武器や弾薬、食料を保存する城塞都市は、周辺にある数箇所の城で守られていた。そしてイングランド軍に包囲された周辺都市、ベルヴェス、ドンム、モンティニャックへの支援も行うことができた。しかし1360年のブレティニーの和議後、それらはイングランド領となった。10年後、ベルトラン・デュ・ゲクランがイングランド軍を圧倒すると、サルラはフランス王国に再び戻った。サルラは以前と同じ役割を果たしながら、ヴィヴァンの民兵隊長やテュレンヌ子爵の侵入に苦しめられた。
1652年のフロンドの乱はそれまでの良好な時代を終わらせた。サルラは新たにコンデ公軍に占領された。サルラの記念物や建築物の建築的価値は、その躍動と主流経済を維持した能力を物語っている。フランス革命による司教区消滅（ペリグー司教区へ吸収）は、サルラの優位性を取り下げるものだった。サルラは小郡庁所在地となってほぼ150年間眠りにつくこととなった。
フランス各都市では、それぞれ抱える珍しく絵のように美しい記念物が現代化で徐々に破壊されていた。サルラは、1962年8月に施行されたマルロー法で奇跡的に救われた。この法律によって国内最初に景観保護地域の復興が行われたのはサルラだったのである。
1965年、サルラとラ・カネダのコミューンが合併しサルラ＝ラ＝カネダとなった。

## 交通
- 鉄道 - TERボルドー-サルラ＝ラ＝カネダ線、サルラ＝ラ＝カネダ駅、サン＝ジャン駅

## 経済
毎年150万人が訪れるという観光の町である。その他農業（タバコ、家禽飼育）が盛んである。

## 出身者
- エティエンヌ・ド・ラ・ボエシ
- ガブリエル・タルド

## 姉妹都市
- フランスヴィル、ガボン